# افیلیتد منیجرز
افیلیتد منیجرز (انگلیسی: Affiliated Managers) شرکت خدمات مالی آمریکایی است، که در سال ۱۹۹۳ تأسیس شد.